# Liste der Kulturdenkmäler in Schutzbach
In der Liste der Kulturdenkmäler in Schutzbach sind alle Kulturdenkmäler der rheinland-pfälzischen Ortsgemeinde Schutzbach aufgelistet. Grundlage ist die Denkmalliste des Landes Rheinland-Pfalz (Stand: 4. Mai 2023).

## Einzeldenkmäler
| Bezeichnung  | Lage                | Baujahr         | Beschreibung                                   | Bild            |
| ------------ | ------------------- | --------------- | ---------------------------------------------- | --------------- |
| Wohnhaus     | Alter Weg 37 Lage   | 1910er Jahre    | Wohnhaus, Zierfachwerk, 1910er Jahre           | Fotos hochladen |
| Wohnhaus     | Schulstraße 11 Lage | 18. Jahrhundert | Fachwerkhaus, 18. Jahrhundert                  | Fotos hochladen |
| Kindergarten | Schulstraße 23 Lage | 1917            | ehemalige Schule; teilweise Zierfachwerk, 1917 | Fotos hochladen |